# پرچم رنگین‌کمان (ال‌جی‌بی‌تی)

پرچم رنگین‌کمان

پرچم رنگین‌کمان نشان اقلیت‌های جنسی و جنسیتی از دهه ۱۹۷۰ است. در سال ۱۹۷۸ گیلبرت بیکر (به انگلیسی: Gilbert Baker) هنرمندی اهل سان‌فرانسیسکو این پرچم را برای جشن آزادی همجنسگرایان طراحی کرد و در ۲۵ ژوئن همان سال در (روز آزادی همجنسگرایان) بالا برده شد.
در بالای پرچم رنگ قرمز برای مردان و در پایین ان رنگ بنفش برای زنان است به این معنی که همجنسگرایان مرد و همجنسگرایان زن در تمام دنیا هستند. او الهام طراحی این پرچم را از پرچم ۵ رنگ مسابقات گرفت و پرچمی در ۸ رنگ طراحی کرد. هدف وی از انتخاب این طرح، انتقال مفهوم تنوع و گوناگونی بود. به‌گفتهٔ وی «نقشی از طبیعت که نشان دهد گرایش جنسی حق همهٔ انسان‌ها است». بین سال‌های ۱۹۷۸ و ۱۹۷۹ یک رنگ از بالای پرچم حذف شد.

## پیشینه
گیلبرت بیکر این پرچم را خودش رنگ‌آمیزی کرد و دوخت (مثل حسی که Betsy Ross کسی که اولین بار پرچم آمریکا رو طراحی کرد، داشت). اما وقتی که او طرحش را برای ساخت و تولید انبوه به تولیدکنندگان ارائه کرد، رنگ صورتی تیره، به دلایل فنی امکان ساخت و تولید نداشت. چون بیکر رنگ‌ها را دستی ساخته بود و ساخت رنگ مورد نظر او از نظر تجاری به صرفه نبود. پس پرچم ۶ رنگ شد. در ۱۹۷۹، کمیته رژه افتخار (Pride Parade Committee) تصمیم گرفت تا از پرچم بیکر استفاده کند. آن‌ها رنگ نیلی را حذف کردند به این ترتیب می‌توانستند در مسیر رژه، سه ردیف در سه رنگ را در یک سمت خیابان و سه ردیف در سه رنگ دیگر را در سوی دیگر خیابان قرار بدهند. از آن پس، استفاده از پرچم با ۶ نوار رنگی مرسوم شد.

## تغییرات پرچم

طرح اصلی طراحی شده توسط گیلبرت بیکر در سال ۱۹۷۸
نسخهٔ بدون رنگ صورتی در سال‌های ۱۹۷۸–۷۹
نسخهٔ ۶ رنگ از سال ۱۹۷۹ که رنگ نیلی به رنگ آبی مایل به ارغوانی تغییر یافت
نسخهٔ «پیشرو» طراحی‌شده توسط دنیل کوئزار در سال ۲۰۱۸ که پرچم ترنس و نیز افراد رنگین‌پوست جامعه ال‌جی‌بی‌تی را شامل می‌شود
نسخهٔ جدیدی براساس طرح که افراد بیناجنس را نیز در برمی‌گیرد